# Giftinformationszentrum

GHS-Piktogramm für giftige Stoffe

Ein Giftinformationszentrum (GIZ) bietet telefonische ärztliche Beratung für Laien und Angehörige der Heilberufe (Ärzte sowie Pflegekräfte in Praxis, Rettungsdienst, Notaufnahme und Intensivstationen der Krankenhäuser) bei Vergiftungen und Verdachtsfällen.
Die Giftinformationszentren sind rund um die Uhr besetzt. Je nach dem Land werden Giftinformationszentren unter unterschiedlichen Namen betrieben:
- in Deutschland: Giftnotruf, Giftnotrufzentrale, Vergiftungsinformationszentrale oder Giftinformationszentrum (GIZ), amtlich Informationszentrum für Vergiftungen
- in Österreich: Vergiftungsinformationszentrale (VIZ) (Telefonnummer 01 4064343),
- in der Schweiz: Tox Info Suisse (Telefonnummer 145).

Die Gesellschaft für Klinische Toxikologie (GfKT) ist die interdisziplinäre Fachgesellschaft der deutschsprachigen Giftinformationszentren (GIZ), das Schweizerische Toxikologische Informationszentrum wurde 1966 vom dortigen Apothekerverband (Pharmasuisse) gegründet und heißt seit Anfang 2015 Tox Info Suisse.

## Überblick
Ärzte verschiedener Fachrichtungen (z. B. Pharmakologie und Toxikologie, Innere Medizin, Kinderheilkunde, Intensivmedizin) schätzen aufgrund der toxikologischen Anamnese, der Befunde der klinischen Untersuchung des Patienten und gegebenenfalls aufgrund von Ergebnissen von Laboruntersuchungen das Vergiftungsrisiko der Vergifteten ein und geben spezielle diagnostische und therapeutische Empfehlungen, die auf die Besonderheiten des jeweiligen Falls zugeschnitten sind. Dazu gehören insbesondere:
- Empfehlungen zur Alarmierung des Rettungsdienstes, Vorstellung in einer Klinik, Arztvorstellung oder häusliche Überwachung und
- Empfehlungen zu (weitergehenden) apparativen Untersuchungen (Laborwerte, Röntgen, Endoskopie usw.),
- toxikologische Analytik (Stoffnachweis in biologischem Material wie Blut, Urin, Haaren usw.),
- Maßnahmen zur primären Giftentfernung (Auslösen von Erbrechen, Magenspülung, Verabreichung von Aktivkohle, Orthograde Darmspülung),
- Maßnahmen zur sekundären Giftentfernung (wiederholte Verabreichung von Aktivkohle, Forcierte Diurese, Hämodialyse, Hämoperfusion),
- Verabreichung von Gegenmitteln (Antidote, Antivenine)
- intensivmedizinische Überwachungsmaßnahmen.

In Deutschland sind die Informationszentren für Vergiftungen u. a. in § 16 Absatz 3 Chemikaliengesetz gesetzlich vorgesehen. Das Bundesinstitut für Risikobewertung (BfR) nimmt Produktmitteilungen der Industrie entgegen und unterstützt dadurch die medizinische Notfallberatung in den Giftinformationszentren.

### Landesweite
- Deutschland: Liste der deutschen Giftnotrufzentralen seitens dem Bundesinstitut für Risikobewertung (BfR)
- Deutschland: Liste der Giftnotrufzentralen seitens dem Bundesamt für Verbraucherschutz und Lebensmittelsicherheit (BVL)
- Für Österreich: Vergiftungsinformationszentrale (VIZ)
- Für die Schweiz: Tox Info Suisse

### Giftnotrufzentralen und Giftinformationszentren in Deutschland
- Berlin: Giftnotruf Berlin
- Bonn: Informationszentrale gegen Vergiftungen Nordrhein-Westfalen
- Erfurt: Giftinformationszentrum der Länder Mecklenburg-Vorpommern, Sachsen, Sachsen-Anhalt und Thüringen
- Freiburg: Vergiftungs-Informations-Zentrale Baden-Württemberg
- Göttingen: Giftinformationszentrum-Nord der Länder Bremen, Hamburg, Niedersachsen und Schleswig-Holstein (GIZ-Nord)
- Mainz: Giftinformationszentrum Rheinland-Pfalz/Hessen
- München: Giftnotruf Bayern